# 庾敏
董翥，山西澤州人，明朝政治人物，举人出身。
洪武二十年，山西乡试中举。后担任順德府知府。